# Fiorile
Pour plus de détails, voir Fiche technique et Distribution.
Fiorile est une coproduction franco-germano-italienne de Paolo et Vittorio Taviani sortie en 1993.

## Synopsis
Comment les membres de la famille Benedetti sont devenus, en deux siècles, les Maledetti, « les Maudits », à la suite d'une légende qui débuta au XVIIIe siècle, avec l'arrivée des troupes françaises napoléoniennes ...

## Fiche technique
- Titre original : Fiorile
- Réalisation : Paolo et Vittorio Taviani
- Scénario : P. et V. Taviani avec la collaboration de Sandro Petraglia
- Photographie : Giuseppe Lanci
- Montage : Roberto Perpignani
- Musique : Nicola Piovani
- Décors : Giovanni Sbarra
- Ensemblier : Luca Gobbi
- Costumes : Lina Nerli Taviani
- Production : Grazia Volpi pour FilmTre-Gierre Film avec Sept Cinéma, Canal+ (Paris), Penta Film (Rome), Florida Movies, Roxy Film, K.S. Film (Munich)
- Durée : 118 minutes
- Présenté en compétition au Festival de Cannes 1993
- Dates de sortie :
  -  Italie : mars 1993
  -  France : mai 1993

## Distribution
- Claudio Bigagli : Corrado/Alessandro
- Galatea Ranzi : Elisabette/Elisa
- Michael Vartan : Jean/Massimo
- Lino Capolicchio : Luigi
- Chiara Caselli : Chiara
- Renato Carpentieri : Massimo âgé
- Constanze Engelbrecht : Juliette
- Carlo Luca De Ruggieri : Renzo
- Elisa Giani : Simona
- Ciro Esposito : Emilio
- Athina Cenci : Gina
- Giovanni Guidelli : Elio
- Norma Martelli : Livia
- Pier Paolo Capponi : Duilio
- Laurent Schilling
- Fritz Müller-Scherz : un professeur de l'université
- Laura Scarimbolo : Alfredina
- Giovanni Cassinelli : Massimo enfant

## À noter
- Le titre « Fiorile » désigne le nom italien du mois du calendrier révolutionnaire « Floréal » (allant du 20 avril au 19 mai).
- Le film est dédié à Giuliani G. De Negri, producteur des films des frères Taviani, décédé à la veille du tournage.